# Alexander Iljitsch Uljanow

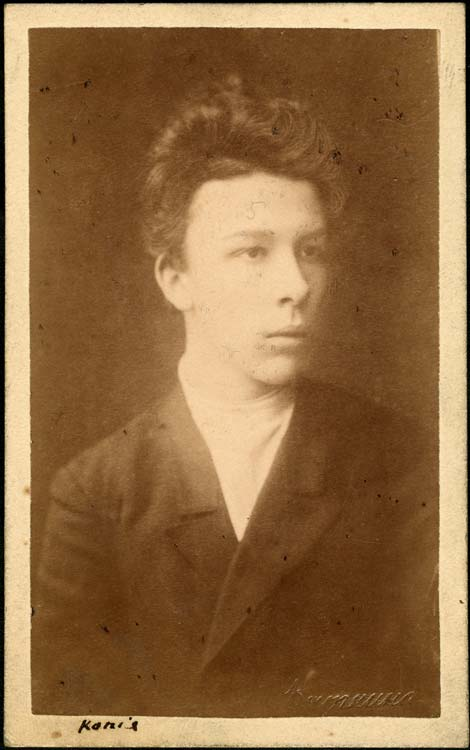
Alexander Iljitsch Uljanow (1887)

Alexander Iljitsch Uljanow (russisch Александр Ильич Ульянов, wiss. Transliteration Aleksandr Il'ič Ul'janov; * 31. Märzjul. / 12. April 1866greg.  in Nischni Nowgorod; † 8. Maijul. / 20. Mai 1887greg. in Schlüsselburg) war ein russischer Revolutionär, der dem terroristischen Flügel der Narodniki angehörte. Er war der ältere Bruder Lenins.

## Biografie

### Jugend und Ausbildung
Alexander Uljanow  stammte aus einer Familie des niederen Adels, die sich sozial, kulturell und liberal engagierte. Uljanows Mutter Maria Alexandrowna Blank (* 6. März 1835 in Sankt Petersburg; † 25. Juli 1916), von deutscher Herkunft, heiratete 1863 den Mathematik- und Physiklehrer Ilja Nikolajewitsch Uljanow (* 31. Juli 1831 in Astrachan; † 24. Januar 1886), welcher als Inspektor von Volksschuleinrichtungen tätig war und 1882 in den erblichen Adelsstand erhoben wurde. Die Eltern lebten in Simbirsk. Die Stadt an der Wolga wurde später zu Ehren Lenins in Uljanowsk umbenannt.
1883 schrieb sich Alexander an der Universität Sankt Petersburg ein und studierte Biologie. Im Jahre 1886, dem Todesjahr seines Vaters, gewann er eine Goldmedaille für seine zoologischen Studien über Würmer.

### Attentat auf den Zaren
Uljanow verpfändete seine Goldmedaille, um sich davon Dynamit zu kaufen. Gemeinsam mit weiteren Studenten, darunter den polnischen Brüdern Bronisław Piłsudski und Józef Piłsudski, war er Teil der terroristischen Fraktion der Narodnaja Wolja, die nach dem erfolgreichen Attentat auf den russischen Zaren Alexander II. im März 1881 auch die Ermordung seines Nachfolgers Alexander III. plante. Als die jungen Leute die Fahrtroute des Zaren zur St. Petersburger Kathedrale erkundeten, wurden sie durch Zufall von der Petersburger Polizei entdeckt. Uljanow wurde zusammen mit seinen Kameraden in der Peter-und-Paul-Festung gefangengehalten und vor Gericht gestellt.
Während des Gerichtsverfahrens erklärte Uljanow:

„Man ermutigt uns, unsere intellektuellen Fähigkeiten zu entwickeln, aber man gestattet uns nicht, sie zum Wohle des Volkes zu gebrauchen.“

1887 wurde er wegen der Beteiligung am fehlgeschlagenen Attentat zum Tode verurteilt und in der Festung Schlüsselburg gehängt.
Kurz vor seiner Verhaftung übersetzte Uljanow noch Karl Marx’ Werk Zur Kritik der Hegelschen Rechtsphilosophie. Lenin, der gerade sein Abitur ablegte, erfuhr dies erst nach der Hinrichtung, begann aber sofort, die Übersetzung zu lesen.

## Ehrungen
Am 1. April 1980 wurde der Asteroid (2112) Ulyanov nach ihm benannt.